# Saint-Bazile-de-la-Roche
Saint-Bazile-de-la-Roche foi uma comuna francesa na região administrativa da Nova Aquitânia, no departamento de Corrèze. Estendia-se por uma área de 7,16 km². Em 2010 a comuna tinha 147 habitantes (densidade: 20,5 hab./km²).
Em 1 de janeiro de 2017, passou a formar parte da nova comuna de Argentat-sur-Dordogne.